# 날아올라라!
『날아올라라!(일본어: 舞いあがれ! まいあがれ[*])』는 2022년도 하반기에 방송하는 NHK 연속 TV 소설의 107번째 작품이다. 2022년 10월 3일부터 방송중이다. 쿠와하라 료코가 썼고, 시마다 우레하와 츠쿠다 료타가 각본에 협력했다. 히로인은 후쿠하라 하루카이다.
이야기의 배경은 1990년대부터 현대이다. 하늘과 파일럿을 동경해, 물건 만드는 마을인 히가시오사카와 자연이 풍부한 나가사키, 고토 열도에서 다양한 사람과의 유대를 기르면서, 하늘을 달리는 꿈을 향해 분투하는 히로인의 좌절과 재생을 표현한 작품이다.

## 출연자

### 주인공
- 이와쿠라 마이 - 후쿠하라 하루카 (아역 : 아사다 하로)

### 히가시오사가 사람들

#### 이와쿠라가
- 이와쿠라 코우타 - 타카하시 카츠노리. 마이와 하루토의 아빠
- 이와쿠라 메구미 - 나가사쿠 히로미. 마이와 하루토의 엄마
- 이와쿠라 하루토 - 요코야마 유 (아역 : 에비즈카 사이온)

#### 이와쿠라 나사 제작소 → 주식회사 IWAKURA
- 카사마키 히사유키 - 후루타치 칸지
- 유우키 아키라 - 아오이 요
- 야마다 사에 - 오오우라 치카
- 코모리 토미오 - 요시이 모토노리
- 비토 가쿠 - 나카무라 린타로
- 후루카와 테루미 - 나카무라 야스히
- 미야사카 토시카츠 - 키우치 요시카즈
- 사가라 야스미츠 - 히라타 오사무
- 카키우치 켄지로 - 우에다 히로시
- 후지사와 테츠 - 에노키다 타카토
- 츠치야 케이코 - 니노미야 아카리
- 니시구치 토모코 - 마에다 유미 / 히다카 타에코 - 하야시 히데요 / 이리에 - 카타기리 류지

#### 우메즈가
- 우메즈 타카시 - 아카소 에이지 (아역 : 사이토 켄토)
- 우메즈 마사루 - 야마구치 토모미츠
- 우메즈 유키노 - 쿠와바타 리에

#### 모치즈키가
- 모치즈키 쿠루미 - 야마시타 미즈키 (아역 : 오오노 사키)
- 모치즈키 요시하루 - 마츠오 사토루. 쿠루미의 아빠
- 마츠시타 히사코 - 코마키 메구미. 쿠루미의 엄마

#### 초등학교
- 미카미 선생님 - 마스이 유키코. 마이의 담임선생님
- 타치바나 시오리 - 오카모토 미쿠
- 코타니 케이코 - 이노우에 츠바사
- 타케하라 시노부 - 아쿠와 나츠미
- 호사카 코이치 - 타케우치 다이키
- 카토 히로시 - 요시다 코타로
- 노구치 다이키 - 미나미 유타
- 나가사와 야스타카 - 우지모토 류노스케

#### 그 외 히가시오사카 사람들
- 야기 이와오 - 마타요시 나오키
- 츠다 미치코 - 타쿠마 세이코
- 소네 타케오 - 토로 슈
- 네야 츄조 - 나카가와 코조
- 나가이 세이지 - 야노 에이지
- 후루타 시게루 - 유아사 타카시
- 의사 - 본치 오사무
- 헌책방 손님 - 후루미 타이무
- 구매 부장 - 쇼후쿠테이 긴페이
- 모리모토 - 모리모토 류이치
- 마나베 - 이시다 나오야
- 나카오카 - 후지모토 유키히로
- 여자애 - 노츠 코토네
- 오오니시 마코토 - 쿠보야마 토모히로
- 역할 이름 불명 - 타카미 타케시
- 야가미 렌타로 - 나카가와 다이스케
- 요시다 - 신멘 세이야
- 외사 - 아사히나 타쿠